# توماس وینتربرگ
توماس وینتربرگ (دانمارکی: Thomas Vinterberg؛ ‏ دانمارکی: [ˈtsʰʌmæs ˈve̝nˀtɐˌpɛɐ̯ˀ]؛ ‏ زاده ۱۹ مه ۱۹۶۹) کارگردان دانمارکی است. او به همراه لارس فون تریه جنبش سینمایی دگما ۹۵ را که شامل قوانینی برای ساده‌سازی ساخت فیلم بود، بنیان گذاشت.

## زندگی و حرفه
توماس وینتربرگ در سال ۱۹۹۳ با فیلم کوتاه «آخرین دور» از مدرسه ملی فیلم دانمارک دانش‌آموخته شد. یک سال بعد فیلم کوتاه «پسری که عقبکی راه می‌رفت» را برای تلویزیون «دی‌آر تی‌وی» دانمارک ساخت که برنده چند جایزه جهانی از جمله جوایز جشنواره فیلم کوتاه کلرمون-فران و جشنواره بین‌المللی فیلم تورنتو شد.
این کارگردان در سال ۱۹۹۶ نخستین فیلم بلندش را با نام «بزرگترین قهرمانان» کارگردانی کرد. فیلمی جاده‌ای که در کشورش دانمارک مورد تحسین قرار گرفت.
وینتربرگ فیلم جشن را در سال ۱۹۹۸ بر پایه نظریه دگما ۹۵ کارگردانی کرد. این نظریه
نخستین بار در سال ۱۹۹۵ توسط خود او و لارس فون تریه در ۱۰ ماده قانونی برای فیلمسازی ارائه و امضا شد که کمی بعدتر مورد پذیرش گروهی دیگر از کارگردانان دانمارکی و اسکاندیناویایی قرار گرفت.
وینتربرگ در سال ۱۹۸۸ توانست جایزه ویژه هیئت داوران جشنواره فیلم کن را برای فیلم جشن به دست آورد. او در سال ۲۰۰۵ «وندی عزیز» را بر اساس فیلم‌نامه‌ای از لارس فون تریه ساخت.
وینتربرگ در ۱ اوت ۲۰۰۸، نماهنگی را برای روزی که هرگز نمی‌آید نخستین تک‌آهنگ آلبوم آهنربای مرگ از گروه متالیکا کارگردانی کرد.
زیردریایی فیلمی که او در سال ۲۰۱۰ ساخت، در شصتمین جشنواره دوره برلیناله نامزد دریافت خرس طلایی شد.
در سال ۲۰۱۲ فیلم وینتربرگ شکار به عنوان یکی از ۲۲ فیلم بخش مسابقه جشنواره فیلم کن ۲۰۱۲ انتخاب شد و او را برای دومین بار به کن آورد. نقش آفرینی مس میکلسن بازیگر نقش اول مرد این فیلم بسیار مورد توجه قرار گرفت.
توماس وینتربرگ در سال ۲۰۱۹، چند روز مانده به شروع فیلمبرداری فیلم «یک دور دیگر»، دختر ۱۹ ساله‌اش ایدا را در حادثه رانندگی از دست داد. ایدا وینتربرگ قرار بود در یکی از نقش‌های فرعی فیلم بازی کند. بعد از چند روز وقفه و بازنویسی فیلمنامه، فیلم‌برداری «یک دور دیگر» آغاز شد و در تیتراژ فیلم به ایدا تقدیم شد. 

## فیلم‌شناسی
| نام فیلم                | سال  | نوع        | افتخارات و جوایز | یاداشت                      |
| ----------------------- | ---- | ---------- | --- | --------------------------- |
| سپیدگرفتگی              | ۱۹۹۰ | فیلم کوتاه | |                             |
| آخرین دور               | ۱۹۹۳ | فیلم کوتاه | |                             |
| پسری که عقبکی راه می‌رفت | ۱۹۹۴ | فیلم کوتاه | |                             |
| بزرگترین قهرمانان       | ۱۹۹۶ | فیلم بلند  | |                             |
| جشن                     | ۱۹۹۸ | فیلم بلند  | کشف سال جشنواره فیلم اروپا جایزه هیئت داوران جشنواره کن                                                                                               | اولین فیلم شاخص سبک دگما ۹۵ |
| دروغ سوم                | ۲۰۰۰ | فیلم کوتاه | |                             |
| همه چیز درباره عشق است  | ۲۰۰۳ | فیلم بلند  | | نویسنده: لارس فون تریه      |
| وندی عزیزد              | ۲۰۰۵ | فیلم بلند  | |                             |
| یک مرد به خانه می‌آید    | ۲۰۰۷ | فیلم بلند  | |                             |
| سابمارینو               | ۲۰۱۰ | فیلم بلند  | نامزد دریافت خرس طلایی |                             |
| شکار                    | ۲۰۱۲ | فیلم بلند  | نامزد دریافت نخل طلا نامزد بهترین فیلم غیرانگلیسی زبان هشتاد و ششمین دوره جوایز اسکار نامزد بهترین فیلم غیرانگلیسی زبان هفتاد و یکمین مراسم گلدن گلوب |                             |
| دور از اجتماع خشمگین    | ۲۰۱۵ | فیلم بلند  | |                             |
| کمون                    | ۲۰۱۶ | فیلم بلند  | |                             |
| کورسک                   | ۲۰۱۸ | فیلم بلند  | |                             |
| یک دور دیگر             | ۲۰۲۰ | فیلم بلند  | نامزد دریافت نخل طلا برنده جایزه اسکار بهترین فیلم بین‌المللی نود و سومین دوره جوایز اسکار                                                             |                             |